# Kármel (folyóirat)
A Kármel a Magyar Sarutlan Karmelita Rendtartomány évente 6 alkalommal megjelenő folyóirata. A rendszerváltás előtt karmelita harmadrendiek irányították a szerkesztést és terjesztést, Gergellyfy András János OCDS vezetésével. Korábban fénymásolt formában jelent meg, ma színes. 2000-ben vette át a kiadást a rendtartomány.